# 志段味村
志段味村（しだみむら）は、愛知県旧東春日井郡にかつて存在した村である。現在の名古屋市守山区の竜泉寺・小幡緑地より北半分に相当する区域が村域であった。

## 概要
1906年7月16日、明治の大合併により上志段味村と志談村が合併して成立し、1954年6月1日、旧東春日井郡守山町と合併、市制を施行して守山市となり消滅した。
旧守山町との合併は、1954年（昭和29年）であるが、旧守山町の区域が宅地化が進み、人口が増加したのに対し、旧志段味村の区域の開発が進んだのは、主に名古屋ガイドウェイバスガイドウェイバス志段味線（ゆとりーとライン）が開通した2001年（平成13年）以降である。
旧村の名残として長く、大字名として、上志段味、中志段味、下志段味、吉根の地名は残っているが、近年の町名施行により、次第に失われつつある。一方、現在も旧村役場などがあった下志段味地区には、守山区役所志段味支所が置かれている。この他に志段味東小学校、志段味西小学校、志段味中学校、志段味図書館、名古屋志段味郵便局、或いは吉根小学校など地名を冠した公共施設が多数ある。
志段味古墳群があることで知られる。

## 歴史
- 1889年（明治22年）10月1日 - 上志段味村、中志段味村、下志段味村及び吉根（きっこ）村の合併により、志談村発足。
- 1892年（明治25年）10月24日 - 旧・上志段味村が分立し、上志段味村が発足。
- 1906年（明治39年）7月16日 - 上志段味村と志談村が合併し志段味村が発足。

- 1954年（昭和29年）6月1日 - 東春日井郡守山町への編入合併により志段味村消滅、守山町の市制施行により守山市発足。
- 1963年（昭和38年）2月15日 - 守山市が名古屋市に編入され、守山区となる。

## 公共交通
- 国鉄バス 瀬戸西線